# Come Into My Life
Come into My Life é o álbum de estúdio de estreia da cantora italiana de dance music Gala, lançado em 17 novembro de 1997. O álbum foi gravado no Planet Studio, em Milão, Itália. Quatro singles foram lançados: "Come into My Life", "Freed from Desire", "Suddenly" e "Let a Boy Cry".

## Faixas
1. Keep the Secret (4:22)
2. Come Into My Life (3:24)
3. Suddenly (3:55)
4. Freed From Desire - Slow version (3:52)
5. Let a Boy Cry (3:23)
6. Summer Eclipse (4:55)
7. Dance or Die (3:19)
8. Come Into My Life - Molella & Phil Jay Edit (3:25)
9. 10 O'Clock (3:34)
10. Freed From desire (3:32)

Bônus track:
11. Freed From Desire - The Soundlovers Remix (5:56)

## Desempenho nos Charts
| Lista (1997/98)                    | Melhor posição |
| ---------------------------------- | -------------- |
| Bélgica (Valônia) Album Chart      | 16             |
| Bélgica (Flanders) Album Chart     | 28             |
| França Official Album Chart (SNEP) | 32             |
| Holanda Dutch Chart                | 20             |
| Official Swiss Hit Parade          | 49             |